# 长芒薹草
长芒薹草（学名：Carex gmelinii）为莎草科薹草属的植物。分布于北美洲、朝鲜、俄罗斯、日本以及中国大陆的吉林省等地，生长于海拔700米的地区，多生长在草地或海岸，目前尚未由人工引种栽培。